# Histon, Cambridgeshire
Histon är en ort och civil parish i Storbritannien. Den ligger i distriktet South Cambridgeshire i grevskapet Cambridgeshire i riksdelen England, i den sydöstra delen av landet, 80 km norr om huvudstaden London. Histon ligger 14 meter över havet och antalet invånare är 7 592.
Terrängen runt Histon är platt. Runt Histon är det mycket tätbefolkat, med 1 632 invånare per kvadratkilometer. Närmaste större samhälle är Cambridge, 5,8 km söder om Histon. Trakten runt Histon består till största delen av jordbruksmark.